# Silvestro Lega
Silvestro Lega (8 de dezembro de 1826 - 21 de setembro de 1895) foi um pintor italiano que pertenceu ao grupo conhecido como Macchiaioli e também se envolveu com o movimento de Giuseppe Mazzini.